# Jože Plečnik
Jože Plečnik (Ljubljana, 23 januari 1872 - aldaar, 7 januari 1957) was een Sloveense architect, die gebouwen in Wenen, Praag en Belgrado heeft ontworpen, maar bovenal zijn stempel heeft gedrukt op zijn geboortestad Ljubljana. Een aantal van zijn werken in Ljubljana zijn opgenomen op de UNESCO Werelderfgoedlijst. 

## Biografie

### Wenen
Plečnik werd geboren in het Ljubljana van 1872, dat toen Laibach heette en zoals heel Slovenië tot Oostenrijk-Hongarije behoorde. Laibach was de hoofdstad van het hertogdom Krain. Van 1894 tot 1897 studeerde Plečnik bij de gerenommeerde Weense architect Otto Wagner. Tot 1900 was Plečnik werkzaam op diens kantoor en kwam er in aanraking met de Wiener Secession, een kunststroming met vooral organische decoraties, die vooral daar gepraktiseerd werd. Tussen 1900 en 1910 bleef Plečnik in Wenen werkzaam als architect, waar hij gebouwen als het Zacherlhuis ontwierp. Deze eerste jaren worden gekenmerkt door een stijl die verwant is aan die van zijn leermeester Wagner. Een breekpunt vormt hierbij het ontwerp van de innovatieve Heilige Geestkerk in Wenen (1908-1913), dat later kenmerkend zou blijken voor Plečniks werk.

### Praag
In 1911 vertrok Plečnik op uitnodiging van Jan Kotěra naar het eveneens Oostenrijkse Praag, waar hij zijn mede-Wagnerstudent opvolgde aan de Hogere Kunstnijverheidsschool (VŠUP). Zijn lessen hebben zeer veel jonge Boheemse architecten beïnvloed.
In 1920 begon Plečnik als belangrijkste architect aan het renovatieproject van de Praagse burcht in opdracht van Tomáš Masaryk, de president van het inmiddels onafhankelijke Tsjecho-Slowakije. Tussen 1920 en 1934 voerde Jože Plečnik talloze verbouwingen en restauraties uit aan de burcht, waaronder het herstel van veel tuinen en hoven rond de burcht. Tevens ontwierp hij veel monumenten en beeldhouwwerken voor het complex. In de Praagse Burcht is tevens de zogenaamde Plečnikzaal, met drie niveaus van Dorische zuilen.

### Ljubljana
In 1921 werd Plečnik docent aan de Universiteit van Ljubljana. Tot zijn dood zou hij in zijn geboortestad blijven wonen. Veel van de door hem in Praag gestarte projecten moesten toen nog worden voltooid, waardoor hij regelmatig in de Tsjecho-Slowaakse hoofdstad zou terugkeren. In de jaren 20 en 30 van de 20e eeuw voerde Plečnik in Ljubljana projecten uit, waarmee hij zijn stempel duidelijk op het stadsbeeld drukte: de Franciscus van Assisikerk, een nieuw marktplein, de Tromostovje (De Drie Bruggen), de nationale en universitaire bibliotheek, de begraafplaats van Žale en de kantoren van de verzekeringsmaatschappij Vzajemna, maar ook veel details, zoals bankjes, parkjes en oevers langs de rivier de Ljubljanica.
Vanwege zijn voorliefde voor de klassieke architectuur en zijn overtuigd katholicisme was Plečnik na de Tweede Wereldoorlog in het nu communistische Joegoslavië niet meer erg geliefd. Ofschoon zijn inkomen werd gekort en hij aan de Universiteit van Ljubljana minder les mocht geven, heeft hij in de jaren vijftig nog enkele kleinere projecten uitgevoerd, zoals monumenten, fonteinen en een aantal kerkrestauraties. In 1957 stierf Plečnik in zijn geboortestad, waarna hij een officiële plek kreeg op de door hem zelf ontworpen begraafplaats van Žale.

### Erfenis van Plečnik
Jože Plečnik was in de jaren 60 en 70 bijna volledig vergeten, maar met de komst van de postmodernistische stromingen in de jaren 80 en 90 kwamen de klassieke vormen en motieven weer in zwang en daarmee ook Plečniks werk. Na de onafhankelijkheidsoorlog van Slovenië werd hij een belangrijke figuur voor het land. Zijn nooit uitgevoerde ontwerp voor de Državni Zbor, de Nationale Assemblee van Slovenië, staat afgebeeld op het Sloveense euromuntstuk van 10 eurocent.

## Belangrijkste projecten
- Villa Langer, Wenen (1900-1901)
- Zacherlhuis, Wenen (1903-1905)

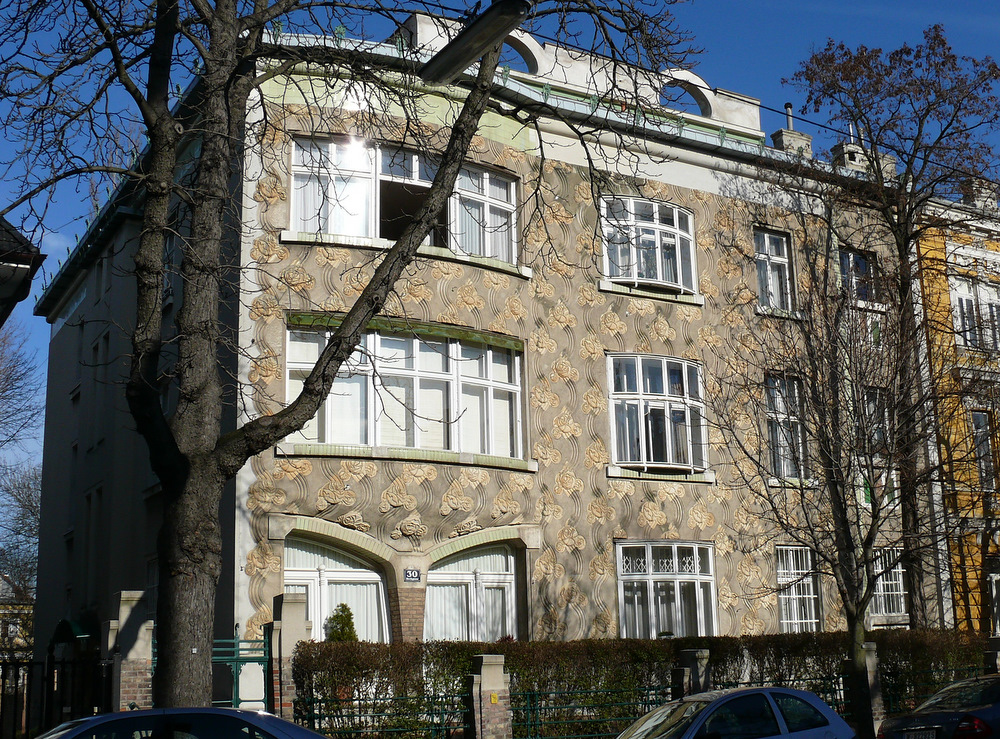
Villa Langer, Wenen (1900-1901)

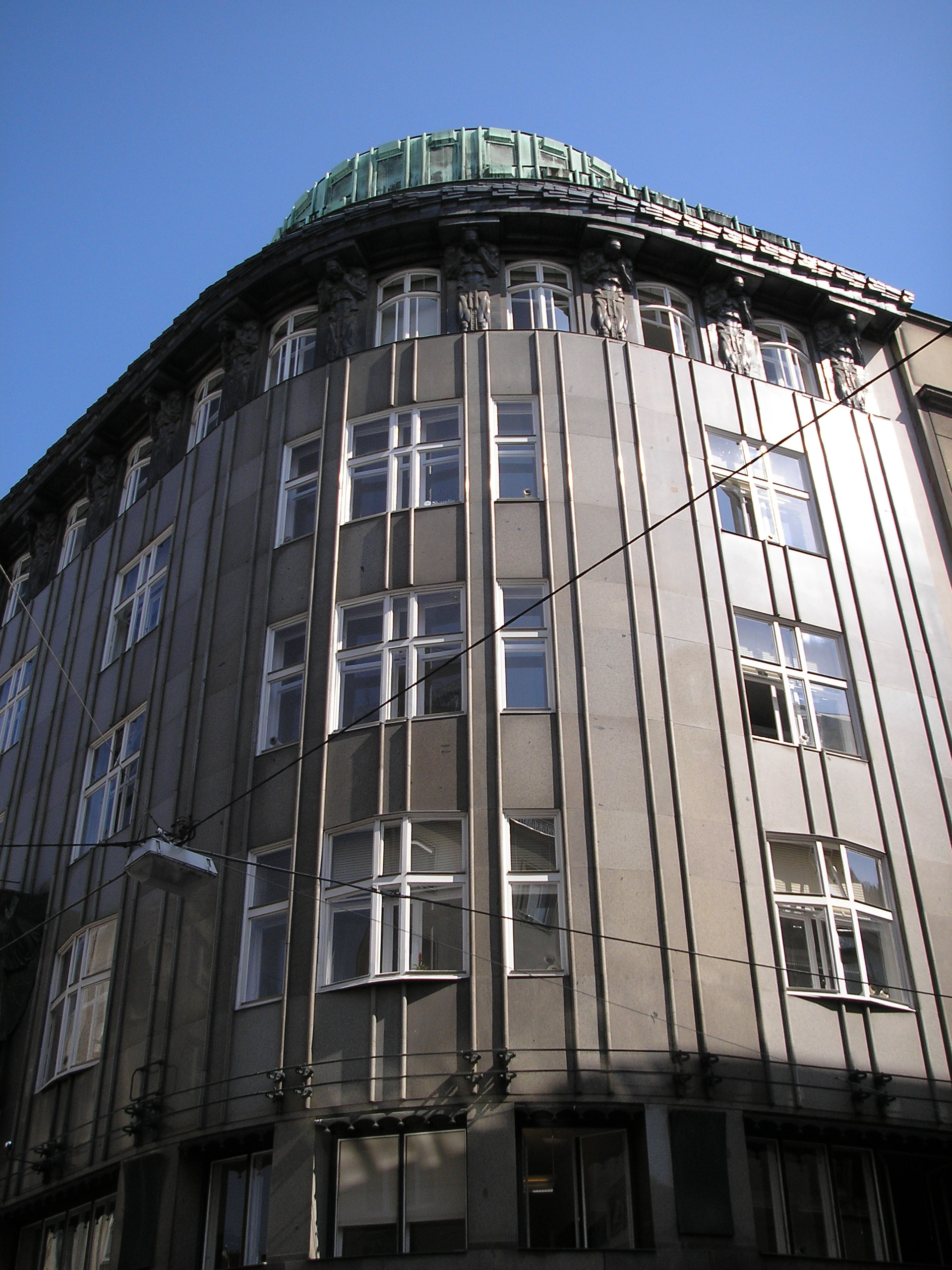
Het Zacherlhuis in Wenen, voltooid in 1905

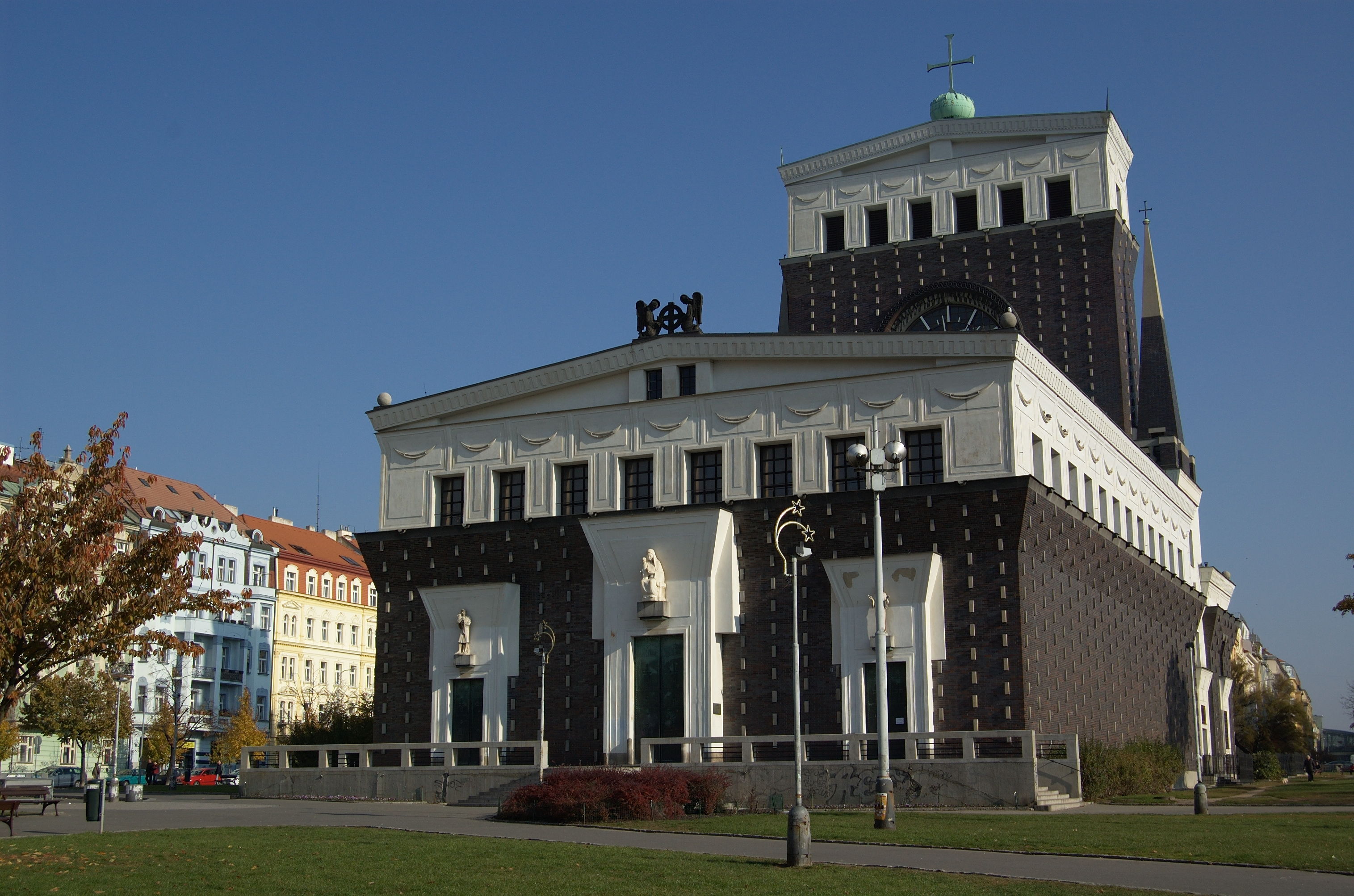
Kerk van het Heilige Hart van Christus, Praag (1921-1932)

- Heilige Geestkerk (Heiliggeistkirche) in Wenen (1908-1913)
- Werkzaamheden aan de Burcht van Praag en de omliggende tuinen (1920-1934)
- Kerk van het Heilige Hart van Christus (Kostel Nejsvětějšího Srdce Páně), Praag (1921-1932)
- Atletiekstadion van Ljubljana (1923-1939)
- Franciscus van Assisikerk (Frančiškanska cerkev), Ljubljana (1925-1927)
- Sint-Michaelkerk in Črna vas, nabij Ljubljana (1925-1939)
- Volksspaarbank (Ljudska posojilnica, Banka Celje), Celje (1927-1930)
- Kantoren van de verzekeringsmaatschappij Vzajemna, Ljubljana (1928-1939)
- Kerk van St. Antonius van Padua (Crkva sv. Antuna Padovanskog), Belgrado (1928-1932)
- Tromostovje (De Drie Bruggen) in het centrum van Ljubljana (1929-1932)
- Nationale en Universiteitsbibliotheek, Ljubljana (1930-1941)
- Čevljarskibrug in het centrum van Ljubljana (1931-1932)
- Bežigrad Stadion in de wijk Bežigrad in Ljubljana (1935)
- Begraafplaats van Žale, Ljubljana (1937-1940)
- Markt van Ljubljana (1939-1942)
- Ursulinengymnasium, Ljubljana (1939-1940)
- Križanke, Ljubljana (1952-1956)